# São Félix (Bahia)
São Félix est une municipalité brésilienne de l'État de Bahia et la microrégion de Santo Antônio de Jesus. La municipalité a une population de 14 762 habitants avec une densité de population de 142 habitants par kilomètre carré. Elle est située à 110 km de Salvador, la capitale de l'État de Bahia.